# Leopold Wackarž
Leopold Wackarž (pokřtěný Anton) (3. května 1810 Horní Planá – 13. prosince 1901, Vyšší Brod) byl v letech 1857–1901 41. opatem cisterciáckého kláštera ve Vyšším Brodě a zároveň v letech 1891-1900 43. generálním opatem cisterciáků. Je označován jako nejvýznamnější vyšebrodský opat.

## Život
Narodil se v měšťanské rodině v Horní Plané v roce 1810. V roce 1833 vstoupil do cisterciáckého kláštera ve Vyšším Brodě. V roce 1836 přijal kněžské svěcení a začal působit v duchovní správě mimo klášter. Do kláštera byl povolán zpět v roce 1844 a zde ustanoven kantorem a regenschorim (ředitelem kůru). Vedle toho vyučoval v rámci domácího teologického studia členů vyšebrodského konventu a od roku 1846 byl sekretářem opata.
Roku 1857 byl zvolen 41. vyšebrodským opatem. V roce 1859 nechal rekonstruovat klášterní kostel. Postupem času se stal iniciátorem dalších stavebních aktivit v klášteře i mimo něj. Roku 1866 se mu dostalo od císaře za loajálnost a činy během okupace Pruskem "Výrazu Nejvyšší spokojenosti". V roce 1870 se zasloužil o povýšení Vyššího Brodu na město a v roce 1888 o vybudování poutního místa „Maria Rast am Stein". Za něj byly do klášterního hospodářství zaváděny moderní metody, takže z jeho výnosů bylo možno hradit rozsáhlé stavební akce na klášterním majetku a další aktivity. Opat Wackarž podporoval chudé české studenty a vedle toho také vědeckou a literární práci některých členů kláštera. Jakožto člen školní rady v Kaplici se zasloužil o zřízení několika škol. Spolupracovníkem v úřadu převora mu přitom po většinu doby byl Placidus Blahusch (v letech 1861–1899) a krátce též Michael Rafael Pavel (1899–1900) a Bruno Pammer (1900–1901).
V roce 1891 byl zvolen generálním opatem cisterciáckého řádu. Za jeho působení v této funkci se od cisterciáků plně oddělili trapisté. Této funkce se Wackarž vzdal v roce 1900. Byl dále vyšebrodským opatem. Začátkem roku 1901 se ale již velmi vyčerpal. Zemřel v prosinci téhož roku a byl pohřben v kapli sv. Anny ve vyšebrodském klášteře. Jeho nástupcem byl zvolen Bruno Pammer, který klášter de facto vedl už od svého nástupu do úřadu převora 21. února 1900.